# Jacques Delors
Jacques Lucien Jean Delors (ur. 20 lipca 1925 w Paryżu, zm. 27 grudnia 2023 tamże) – francuski ekonomista i polityk, poseł do Parlamentu Europejskiego I kadencji, w latach 1981–1984 minister, od 1985 do 1995 przewodniczący trzech kolejnych Komisji Europejskich.

## Życiorys
Działał w Chrześcijańskiej Konfederacji Francuskich Pracowników. Od 1945 do 1962 pracował w Banku Francji, następnie jako urzędnik w zajmującej się sprawami planowania państwowej komisji Commissariat général du Plan. W 1969 gaullistowski premier Jacques Chaban-Delmas powołał go na swojego doradcę. Zajmował się również działalnością dydaktyczną w tym jako wykładowca Université Paris-Dauphine oraz École nationale d’administration. Od 1973 do 1979 wchodził w skład rady Banku Francji.
W 1974 wstąpił do Partii Socjalistycznej. W latach 1979–1981 z jej ramienia sprawował mandat posła do Parlamentu Europejskiego I kadencji. W okresie prezydentury François Mitterranda był członkiem trzech rządów, którymi kierował Pierre Mauroy. W maju 1981 objął stanowisko ministra gospodarki i finansów. W trzecim gabinecie, utworzonym w marcu 1983, został natomiast ministrem gospodarki, finansów i budżetu. Urząd ten sprawował do lipca 1984. Od 1983 do 1984 był także merem Clichy.
W styczniu 1985 został przewodniczącym Komisji Europejskiej (wówczas funkcjonującej jako Komisja Wspólnot Europejskich). Na czele tej instytucji stał przez dziesięć lat. W okresie jego urzędowania został opracowany i zatwierdzony jednolity akt europejski z 1986, który legł u podstaw utworzenia jednolitego rynku europejskiego. Również w tym czasie (w 1992) został podpisany traktat z Maastricht, na mocy którego doszło do utworzenia Unii Europejskiej. W 1987 Jacques Delors przedstawił raport ukazujący perspektywy zjednoczenia Europy, zarysował koncepcję stworzenia Unii Gospodarczej i Walutowej z jednolitą walutą. Jego koncepcje pogłębionej integracji spotykały się z negatywnymi reakcjami głównie w Wielkiej Brytanii. Symbolem tego stała się okładka gazety „The Sun” z nagłówkiem Up Yours Delors.
W latach 1992–1996 przewodniczył UNESCO Commission on Education for the Twenty-first Century, która opracowała raport zatytułowany Learning: the Treasure Within. Po odejściu z KE w drugiej połowie lat 90. był przewodniczącym rady dyrektorów Kolegium Europejskiego w Brugii.
Był ojcem Martine Aubry.

## Odznaczenia i wyróżnienia
Wyróżniony doktoratami honoris causa przez około 30 uczelni (w tym przez Uniwersytet Karola w 1990)). Odznaczony m.in. Legią Honorową klasy IV (1999) i III (2005) oraz Krzyżem Wielkim Orderu Zasługi Rzeczypospolitej Polskiej (1993). Laureat Nagrody Karola Wielkiego (1992).